# Neenchelys
Neenchelys is een geslacht van straalvinnige vissen uit de familie van slangalen (Ophichthidae).

## Soorten
- Neenchelys andamanensis Hibino, Satapoomin & Kimura, 2015
- Neenchelys buitendijki Weber & de Beaufort, 1916
- Neenchelys cheni (Chen & Weng, 1967)
- Neenchelys daedalus McCosker, 1982
- Neenchelys diaphora Ho, McCosker & Smith, 2015
- Neenchelys gracilis Ho & Loh, 2015
- Neenchelys mccoskeri Hibino, Ho & Kimura, 2012
- Neenchelys microtretus Bamber, 1915
- Neenchelys nudiceps Tashiro, Hibino & Imamura, 2015
- Neenchelys parvipectoralis Chu, Wu & Jin, 1981
- Neenchelys pelagica Ho, McCosker & Smith, 2015
- Neenchelys similis Ho, McCosker & Smith, 2015